# Els Elois de Berga
La Festa dels Elois, els Elois o els Elois de Berga són unes festes majors populars que es realitzen el quart cap de setmana de juliol a Berga. Era principalment la festa dels animals, semblant a la que se celebra arreu per Sant Antoni Abat.
Les celebracions dels Elois són molt semblants a les que es fan per Sant Antoni: una missa cantada, cavalcades amb la benedicció de cavalls, muls i ases, curses d'animals i altres actes populars. Destaquen la multitud de cavalcadures disposades a rebre una benedicció popular que consisteix en el llançament de galledes d'aigua des de balcons i finestres dels carrers per on passen.

## Orígens
Sant Eloi és el patró del gremi dels traginers i gent de tralla i bast. A Berga, tothom que tenia o tractava amb animals, així com les persones que treballaven el ferro i altres metalls, formaven part del gremi i la seva confraria on tots els membres eren anomenats Elois. La confraria dels Elois de Berga tenia una antiga bandera amb les aspes de Borgonya i un timbal portats per l'expedició berguedana que va anar a Algèria a l'època de Carles I, a principis del segle xvi. Aquests s'exhibeixen cada any per la cavalcada que es feia el dia de Sant Eloi. El gremi berguedà era molt nombrós i, per tant, per Sant Eloi gairebé tota la ciutat feia festa. La Festa dels Elois és l'únic fet que es conserva actualment de la confraria dels Elois de Berga.
Entre el 1962 i el 1980 s'havia celebrat per Sant Jaume (25 de juliol), i anteriorment i des de temps immemorial tenia lloc l'endemà de Sant Joan. L'església celebra Sant Eloi el dia 1 de desembre però essent aquesta data en època de fred moltes poblacions del Pirineu i pre-Pirineu celebraven la festa el dia 25 de juny, per aprofitar les virtuts del solstici d'estiu i també practicar un ritual que consistia en fer passar els animals per sobre de les brases del foc de Sant Joan per, així, segons la creença popular, protegir-los del mal.
Fins a principis del segle XX la celebració dels Elois va tenir una gran vitalitat. La festa començava el dia se Sant Joan al migdia amb l'anunci per part del tabaler que anava a cavall d'un ruc. Al vespre del mateix dia els Elois feien la cercavila amb música i atxes enceses a la mà fins al davant de la capella de Sant Eloi, a la plaça de Santa Magdalena, fent el "tirabou" final a la plaça de Sant Joan.
L'endemà, el dia 25 de juny, es repetia la cercavila però sense atxes i amb la benedicció dels animals davant de l'església de Santa Eulàlia. Era una doble benedicció, la del rector amb el salpasser d'aigua beneïda i la del campaner, amb bugaders plens d'aigua que abocava sobre els Elois que ho demanaven, deixant-los ben amarats. Després venien les curses d'animals i un cop acabades se celebrava l'ofici solemne a l'altar de Sant Eloi de l'església de Sant Francesc. La festa finalitzava a la plaça de Sant Joan amb el Ballet de Déu protagonitzat per una parella abillada típicament i després, a la tarda, hi havia una gran fontada amb ballades.
A la font hi havia molta gent, a peu o amb carros, tanta que s'havien de repartir entre Tagastet i la Font Negra. Després de berenar hi havia ball de tarda amb orquestra. I a la nit, al bar Cal Negre de la ciutat, tenia lloc un ball ben lluït per acabar la festa. Segons la "Hoja Dominical Seràfico-Antoniana" "durant la fontada a Berga no hi queda gent ni per apagar un incendi", ja que de carruatge n'hi quedava cap i de gent ben poca.
Després de la Guerra Civil la festa va iniciar un declivi. Malgrat les aportacions monetàries de veïns i comerciants, els organitzadors havien de fer front a un dèficit econòmic en augment. A la dècada dels anys 50 la crisi va ser tan gran que hi va haver un any en què no es va poder celebrar per manca d'administradors disposats a recaptar fons per fer front a les despeses que originava la festa.

## Actualitat
La Festa dels Elois de Berga s'ha conservat fins a l'actualitat gràcies a l'amor a la tradició dels berguedans, que van voler mantenir-la malgrat l'arribada de les màquines a motor que van anar substituint els animals com a sistema de transport. Els gremis i la confraria dels Elois van anar desapareixent però la festa continuà passada la guerra civil gràcies a un acord amb els militars de la caserna de la ciutat per qual aquests els cedien les cavalleries per poder fer la cavalcada durant la festa.
A partir de l'any 1960 l'ajuntament es va comprometre a patrocinar la festa per tal de garantir-ne la continuïtat. Amb la seva aportació el consistori va donar suport a la Junta Conservadora de la festa dels Elois, que en aquells moments havia de cobrir els dèficits econòmics amb les aportacions voluntàries que es demanaven als comerciants de la ciutat. També des d'aquell any els administradors dels Elois són els mateixos de La Patum.
Actualment la Festa dels Elois de Berga se celebra el quart cap de setmana de juliol. El dissabte a les dotze del migdia s'inaugura la festa amb la passada del Tabaler i la Banda de l'Escola de Música. A la tarda es fa la passada amb el tabaler, banderer i administradors, acompanyats per la Cobla Ciutat de Berga. A continuació hi ha una audició de sardanes a la plaça Viladomat i a la nit ball popular. L'endemà diumenge, a les 9 del matí tenen lloc les salves de trabuc al Castell de Berga i a la plaça de la Font del Ros, per, tot seguit, començar la passada tradicional i acabar, una hora més tard, amb la benedicció dels animals a la plaça de Sant Pere. Des de l'any 1964 també hi ha la representació d'unes noces típiques segons l'estil antic de l'Alt Berguedà, és la Boda Típica de l'Alt Berguedà, que des del primer any escenifiquen els integrants de l'Agrupació Teatral La Farsa. Malgrat que el seu origen no és berguedà, sinó que es va inspirar en la que es fa en altres indrets com Ripoll, és un acte que ha enriquit molt la festa. Els nuvis, cadascú amb el seu seguici, surten de punts diferents de la ciutat i es troben a l'església de Sant Francesc on té lloc una missa en honor de Sant Eloi i a continuació, ja a la plaça de Sant Joan, es dansa el Ballet de Déu (o d'Adéu). La festa s'acaba al migdia a la Sala de Plens de l'Ajuntament, amb el lliurament de Ferradures a tots els col·laboradors. Ja a la tarda hi ha alguna activitat o espectacle per la quitxalla, ja siguin inflables i ball d'escuma, inflables aquàtics a la piscina, etc., en substitució del Raid-ruc que es va fer durant disset edicions a la plaça Viladomat, essent l'última edició l'any 2010.
L'element que destaca i dona originalitat a la Festa dels Elois actual és l'aigua i la "benedicció popular" que es fa en la passada del diumenge. En algun moment de la història, la benedicció que feia el campaner antigament amb aigua no beneïda es va traslladar als balcons dels carrers per on passa la cavalcada de diumenge al matí. Els organitzadors recorden en el programa d'actes de cada any que el dissabte no està permès llançar aigua. Al crit "d'aigua!" els genets i acompanyants demanen que se'ls mulli i els veïns i comerciants així ho fan des del balcó o a peu de carrer, amb galledes plenes d'aigua, regadores o altres recipients. Aquesta és una iniciativa sorgida de la població i no forma part de cap acord pres ni per la Junta Conservadora de la Festa dels Elois ni per l'Ajuntament.

## Punts de contacte amb La Patum
Malgrat la gran diferència que existeix entre la Festa dels Elois i La Patum, sobretot pel que fa a l'ús del foc i de l'aigua, elements totalment antagònics, però també pels seus orígens, ambdues festes tenen unes quantes similituds interessants de destacar:
- totes dues estan documentades des de fa ja alguns segles (s.XIV i XVI)
- s'han mantingut vives fins al segle XXI malgrat les dificultats i situacions històriques adverses
- la participació popular i la religió hi són elements clau
- tenen la seva pròpia simbologia i autoritats que participen en solemnes oficis religiosos i processons
- disposen d'un tabal que les identifica i representa
- realitzen "passacarrers" amb bandes de música
- disposen de balls i ballets com a element inherent i singular (és remarcable el fet que la música del Ballet de Déu s'utilitza també com un dels balls dels gegants de la Patum)
- tenen els seus propis administradors i des de l'any 1960 són comuns a totes dues festes
- presència de foc als Elois (amb les atxes enceses en la cavalcada del dissabte) i presència d'aigua a La Patum (quan alguns veïns remullen als participants dels passacarrers de dimecres i dissabte)
- reconeixement oficial per part de l'Ajuntament a les persones que s'han distingit per la seva participació activa en aquestes dues festes, atorgant els títols de Patumaire i Patumaire d'Honor i la Ferradura de bronze i d'argent pels Elois
- són patrocinades per l'Ajuntament però també tenen la seva pròpia entitat que n'assegura la continuïtat i també la qualitat: la Junta Conservadora dels Elois (des del 1960) i el patronat de la Patum (des del 2001)

Una altra semblança entre les dues festes, malgrat que en Els Elois actuals ja no es faci, és el Tirabol (o Tirabou), com a moment àlgid de fi de festa. El Tirabol de la Patum és l'apoteosi final, el moment en què comparses (tabal, gegants, guites, plens i acompanyants) i patumaires salten alhora a la plaça per celebrar l'èxit de la festa i acomiadar-la fins a la següent edició. Antigament també els Elois acabaven la cavalcada del primer dia amb el tirabou a la plaça de Sant Joan, la mateixa plaça on se salten els tirabols dels passacarrers de la Patum de dimecres i dissabte, i després també a la plaça de Sant Pere. Això fa pensar que l'origen del Tirabol de la Patum sigui el Tirabou dels Elois i que posteriorment també es traslladés a la plaça de Sant Pere com a final dels salts de Patum.